# ممثلية بلغاريا في رام الله
مكتب ممثلية جمهورية بلغاريا في رام الله هي الممثلية الدبلوماسية العُليا البلغارية لدى دولة فلسطين. تأسست عام 2008 وتقع بمدينة رام الله.

## قائمة الممثلون
| الترتيب | رئيس البعثة الدبلوماسية | تاريخ الاعتماد الدبلوماسي | تاريخ الانتهاء | رئيس بلغاريا | رئيس دولة فلسطين | ملاحظات                             |
| ------- | ----------------------- | ------------------------- | -------------- | ------------ | ---------------- | ----------------------------------- |
| 1       | نيكولاي نيكولاف         | 22 مارس 2008              |                |              | محمود عباس       | يُعد أول ممثل لدى السلطة الفلسطينية. |
|         | سفيلين بوجانوف          | 5 سبتمبر 2013             | يوليو 2017     |              | محمود عباس       |                                     |
|         | ألكسندر سافوف           | 28 ديسمبر 2017            | 2018           |              | محمود عباس       |                                     |
|         | جورجي ميلينوف           | 22 أكتوبر 2018            | 16 أكتوبر 2022 |              | محمود عباس       |                                     |